# La Congolaise
La Congolaise ("La Congolesa") es el himno nacional de la República del Congo. No debe ser confundido con "La zaïroise" de la vecina República Democrática del Congo. Fue adoptado tras la independencia en 1959 y modificado en 1969, pero restaurado nuevamente en 1991. La letra fue escrita por Jacques Tondra y Georges Kibanghi, y compuesto por  Jean Royer y Joseph Spadilière.

## Letra original (enlengua francesa)
En ce jour, le soleil se lève

Et notre Congo resplendit

Une longue nuit s'achève

Un grand bonheur a surgi

Chantons tous avec ivresse

Le chant de la liberté.

Coro
Congolais debout fièrement partout

Proclamons l'union de notre nation

Oublions ce qui nous divise

Soyons plus unis que jamais

Vivons pour notre devise

Unité, Travail, Progrès.

Des forêts jusqu'à la savane

Des savanes jusqu'à la mer

Un seul peuple une seule âme

Un seul cœur ardent et fier

Luttons tous tant que nous sommes

Pour notre vieux pays noir.

Coro
Et s'il nous faut mourir en somme

Qu'importe puisque nos enfants

Partout pourront dire comme

On triomphe en combattant

Et dans le moindre village

Chantent sous nos trois couleurs.

Coro:

## Traducción alespañol
En este día sale el sol

Y nuestro Congo resplandece

Una larga Noche se termina

y un gran bienestar ha surgido.

Cantemos todos con euforia

La Canción de la Libertad

Coro

Congoleses, alcémonos orgullosos en todos los sitios,

Proclamemos la unidad de nuestra nación,

Olvídemos lo que nos divide;

Estemos más unidos que nunca

Vivamos para nuestro lema:

Unidad, Trabajo y Progreso.
Bosques hasta la sabana 

Sabanas hasta el mar

Un solo pueblo, una sola alma 

Un solo corazón ardiente y orgulloso
 
Luchemos todos los que estamos a favor

de nuestro país negro. 

Coro

Y si es necesario morir finalmente

No importan más que nuestros hijos

En todas partes podrán contar cómo

Se triunfa en el combate

Y en el más pequeño poblado 

Cantan bajo nuestros tres colores. 